# Кочетковская организованная преступная группировка
Кочетковская организованная преступная группировка — организованная преступная группировка, действовавшая в Рязани в 1990-е годы.

## История ОПГ
Крупные ОПГ в Рязани появились после начала рыночных реформ в начале 1990-х годов. Это были Слоновская, Айрапетовская и Архиповская ОПГ. Они брали под свой контроль бизнес в Рязани, заставляя бизнесменов регулярно отчислять им деньги. Владелец магазина «Встречная торговля» Дмитрий Кочетков, не желая платить ни одной их преступных группировок за «крышевание» своего бизнеса, создал свою собственную ОПГ, которую так и стали называть — Кочетковская.
В первое время четырём крупным ОПГ Рязани (в том числе и Кочетковской) удавалось мирно уживаться в городе, решая все спорные вопросы на так называемых «стрелках». Однако впоследствии между группировками начались конфликты. В 1993 году в городе вспыхнула открытая война между Слоновской и Айрапетовской ОПГ. Ряд участников обеих группировок были убиты. Лидер Слоновской ОПГ Вячеслав Ермолов ушёл в подполье, а лидер Айрапетовской ОПГ «Витя Рязанский» в целях безопасности уехал жить в Москву. Воспользовавшись тем, что лидеры обеих этих конкурентных ему ОПГ 
временно «отошли в тень», Кочетков решил активизировать деятельность своей группировки и захватить криминальную власть в городе. 
Кочетков, не имевший авторитета среди других криминальных деятелей Рязани, решил пригласить в город чеченских бандитов. Ранее служивший в Воздушно-десантных войсках лидер ОПГ воспользовался своими армейскими связями и организовал переезд из Чечни в Рязань множества чеченских боевиков, которые вошли в его ОПГ. Также Кочетков организовал привоз очень большого количества огнестрельного оружия, которым и вооружил чеченцев.
Подчинённые Кочеткову чеченские бандиты сразу же активно стали захватывать торговые точки, находящиеся под контролем Слоновской ОПГ. Сам Кочетков открыто говорил: «Скоро вся Рязань будет наша» и обещал разделаться со Слоновской ОПГ.

## Конец ОПГ
18 ноября 1994 года Кочетков на своём «Мерседесе» заехал во двор трикотажной мастерской. Поджидавший его киллер открыл огонь из пистолета по лидеру ОПГ. Получив девять пулевых ранений, Кочетков скончался на месте. Согласно оперативной информации, это убийство организовали бандиты Слоновской ОПГ (однако никаких прямых улик против них не было). Кроме этого, киллерами были убиты несколько подчинённых Кочеткову чеченских бандитов. После этого входившие в группировку чеченцы спешно покинули Рязань, и Кочетковская ОПГ перестала существовать.
Впоследствии следователь прокуратуры Рязани Дмитрий Плоткин так прокомментировал историю Кочетковской ОПГ:
В то время [бандиты] думали: нельзя, чтобы чеченцы зашли, у них свои кланы, если их станет много, воевать будет тяжело. Их тогда здесь убивали просто за то, что они чеченцы. Кочетков навез чеченцев и много болтал. Его убрали как конкурента
.